# 里氏鱂
里氏鱂為輻鰭魚綱鯉齒目鯉齒亞目鯉齒鱂科的其中一種，被IUCN列為瀕危保育類動物，分布於北美洲美國佛羅里達州、古巴、牙買加及開曼群島淡水流域，體長可達7公分，可作為觀賞魚。

## 擴展閱讀
維基物種上的相關：里氏鱂